# استفن بوگاردوس
استفن بوگاردوس (انگلیسی: Stephen Bogardus؛ زادهٔ ۱۱ مارس ۱۹۵۴) بازیگر اهل ایالات متحده آمریکا است. وی از سال ۱۹۸۰ میلادی تاکنون مشغول فعالیت بوده‌است.
از فیلم‌ها یا برنامه‌های تلویزیونی که وی در آن نقش داشته‌است می‌توان به جولی و جولیا، دنیایی دیگر اشاره کرد.